# Bistrița-Năsăud
Bistrița-Năsăud (Bystricko-nasodská župa) je župa (județ) v Rumunsku, na severu země. Hlavním městem je Bistrița.

## Charakter župy
Župa hraničí na severu s Maramureșí, na jihu s župou Mureș, na východě s župou Suceava a na západě s župou Cluj. Její území je hornaté, směrem k jihu se ale svažuje, severní částí procházejí Karpaty. Obyvatelé jsou převážně Rumuni, existuje zde ale také 6% maďarská menšina. Největšími řekami, které se zde nachází a mají zde také mnoho přítoků, jsou Șieul a Someșul Mare. V jejich údolích jsou vedeny také železniční tratě vedoucí do Brașova, Kluže a Suceavy. Silniční síť je zde velmi špatná.

## Statistiky
- Rozloha: 5 355 km²
- Počet obyvatel: 326 383
- Hustota zalidnění 61 obyvatel/km²

## Významná města
- Bistrița (hlavní)
- Beclean
- Năsăud
- Sângeorz-Băi